# Tiroteo de Louisville de 2023
El tiroteo de Louisville de 2023 fue un tiroteo masivo que ocurrió el 10 de abril de 2023 en el Old National Bank en Louisville, Kentucky, Estados Unidos, que mató a cinco personas e hirió a otras nueve. El tirador, un empleado del banco de 25 años de edad, también murió.

## Tiroteo
El tiroteo ocurrió en el Old National Bank en East Main Street, cerca de Louisville Slugger Field y Waterfront Park. El tirador usó un fusil tipo AR-15, según una fuente policial federal anónima.
Los empleados de Old National Bank estaban en una sala de conferencias durante una reunión virtual programada cuando el tirador abrió fuego. Una gerente del banco dijo que observó el tiroteo a través de su computadora.
Después de los primeros disparos, el tirador comenzó a transmitir en vivo el evento en Instagram hasta que fue abatido por oficiales del Departamento de Policía Metropolitana de Louisville (LMPD). El video resultante fue retirado más tarde por las autoridades. Llamadas telefónicas realizadas alrededor de las 8:30 a. m. EDT del Old National Bank reportó un tirador activo en el área. La llamada se cambió a un informe de agresor activo más tarde. Los oficiales llegaron al banco tres minutos después de la primera llamada. Una mujer que estaba en la intersección al comienzo del tiroteo contó que vio a un hombre tirado cerca de la entrada de un hotel antes de escuchar los disparos y alejarse a toda velocidad hacia un lugar más seguro. Alrededor de las 10:15 a. m., la LMPD dijo que los oficiales habían intercambiado disparos con el tirador, quien murió en el lugar.

## Víctimas
Cinco personas murieron en el tiroteo: Josh Barrick, de 40 años; Deana Eckert, de 57; Tommy Elliott, de 63; Juliana Farmer, de 45; y Jim Tutt, de 64. Todas las víctimas eran empleados en Old National Bank.
Varias personas heridas fueron transportadas a un hospital local alrededor de las 10:30 a. m.. El director médico del Hospital de la Universidad de Louisville dijo que habían recibido nueve pacientes, incluidos dos policías, que resultaron heridos en el tiroteo. Tres de ellos habían sido dados de alta el lunes por la tarde, tres todavía estaban en el hospital con lesiones que no ponían en peligro su vida y tres que estaban gravemente heridos habían requerido operaciones. Un oficial de policía había requerido una cirugía cerebral.

## Autor
El LMPD identificó al perpetrador como Connor James Sturgeon, de 25 años, quien se crio en Greenville, Indiana. Asistió a la Floyd Central High School en Floyds Knobs cuando era adolescente. Un exalumno le dijo a The Daily Beast que Sturgeon era un atleta estrella y el estudiante más inteligente y popular de Floyd Central. Otro estudiante afirmó que Sturgeon se quedó en casa durante la mayor parte del octavo grado después de sufrir repetidas conmociones cerebrales jugando al fútbol americano. Después de graduarse de Floyd Central en la primavera de 2016, Sturgeon se mudó a Tuscaloosa, Alabama, donde asistió a la Universidad de Alabama y se graduó en diciembre de 2020, antes de regresar a Louisville, donde trabajó para el Old National Bank a partir de junio de 2021. Según una página de LinkedIn, hizo una pasantía en el banco durante los veranos anteriores y había trabajado a tiempo completo en el banco durante casi dos años. Un gerente de banco lo recordó como «de bajo perfil» y «relajado». Poco antes del tiroteo, se le notificó que iba a ser despedido. Varios de sus amigos expresaron su sorpresa de que él fuera el perpetrador.
Antes del tiroteo, Sturgeon le envió un mensaje a uno de sus amigos que se sentía suicida y agregó que quería matar a tantas personas en el banco como pudiera. La cuenta de Instagram de Sturgeon presentaba principalmente imágenes de su familia y sus amigos que circulaban por su página antes de que las autoridades eliminaran su cuenta, así como algunas imágenes supuestamente compartidas por Sturgeon en un chat grupal que también incluía memes. Uno tiene la leyenda: «Podría quemar todo este lugar», y otro dice «Sé lo que tengo que hacer, pero no sé si tengo la fuerza para hacerlo».

## Investigación
El FBI y la Agencia de Alcohol, Tabaco, Armas de Fuego y Explosivos están ayudando con la investigación del incidente. El tiroteo no parecía implicar un robo de banco, según fuentes preliminares. La policía no ha especificado un motivo.

## Reacciones
El gobernador de Kentucky, Andy Beshear, dijo que una de las víctimas, Tommy Elliott, estaba entre sus amigos más cercanos. Según su perfil de LinkedIn, Elliott era el vicepresidente sénior de Old National Bank. Beshear tuiteó que se dirigía a la ciudad en respuesta al tiroteo y pidió oraciones por todos los afectados y por la ciudad de Louisville. El líder de la minoría del Senado, Mitch McConnell (R-KY), emitió un comunicado de que él y su esposa, Elaine Chao, estaban devastados y ofrecieron sus oraciones por las víctimas, sus familias y Louisville. El alcalde de Louisville, Craig Greenberg, hizo una declaración similar, quien pidió oraciones y afirmó que la comunidad se uniría para sanar y ayudar a prevenir actos similares de violencia armada.
El presidente Joe Biden ofreció sus condolencias a las víctimas del tiroteo y presionó a los republicanos del Senado para que se reformen las armas. Hizo comentarios similares a los que había hecho poco después del tiroteo en la escuela Covenant de 2023, diciendo que había agotado todo lo que puede hacer a través de la acción ejecutiva y que el Congreso necesitaba actuar.